# Seznam českých masových vrahů
Tento seznam obsahuje usvědčené vrahy české národnosti, kteří prokazatelně spáchali minimálně čtyři vraždy bez výrazného časového odstupu a za stejných okolností, a cizince, kteří se masové vraždy dopustili na českém území. Zahrnuty nejsou masové vraždy spáchané v důsledku válečného konfliktu.
| Jméno             |  | Datum                         | Místo                                                               | Počet obětí | Raněných | Poznámky |
| ----------------- |  | ----------------------------- | ------------------------------------------------------------------- | ----------- | -------- | --- |
| Eva Kováčová      |  | noc z 1. na 2. listopadu 1984 | Ústav sociální péče v Měděnci                                       | 26          | 2        | Zapálila požár v ústavu, kde byla neprávem umístěna. Za dob komustického režimu se komunisté snažili celou tragédii utajit. Jedná se o největší masovou vraždu v Česku. Inspirovala film Requiem pro panenku. |
| David Kozák†      |  | 21. prosince 2023             | Filozofická fakulta Univerzity Karlovy, náměstí Jana Palacha, Praha | 14          | 25       | Z důvodů pomsty společnosti zastřelil 14 osob a dalších 25 zranil při střelbě v budově Filozofické fakulty Univerzity Karlovy, kde poté zabil i sebe. Jedna další osoba spadla z římsy. Předtím zastřelil doma svého otce a dopisem se doznal k vraždě 2 osob 15. prosince 2023. |
| Zdeněk Konopka    |  | 8. srpna 2020                 | Panelový dům Nerudova 1158, Bohumín                                 | 11          | 15       | Kvůli rodinným neshodám se rozhodl pomstít své manželce, která se odstěhovala k synovi. Koupil 2 lahve benzínu, jímž zapálil vchodové dveře synova bytu v 11. patře, kde probíhala narozeninová oslava. Přímo v bytě zemřelo 6 osob, dalších 5 nepřežilo skok z okna. V roce 2021 odsouzen na doživotí. |
| Olga Hepnarová    |  | 10. července 1973             | Dnešní ulice Milady Horákové, Praha                                 | 8           | 17       | Jako protest proti nespravedlivé společnosti najela nákladním autem na tramvajovou zastávku plnou lidí. Poslední žena popravená v ČSSR. |
| Zdeněk Kovář†     |  | 24. února 2015                | Restaurace Družba, Uherský Brod                                     | 8           | 1        | Ozbrojen pistolí a revolverem vstoupil do restaurace, kde zastřelil 7 hostů a servírku. Poté spáchal sebevraždu. |
| Josef Svoboda†    |  | Noc z 27. na 28. února 1967   | Jesenicko                                                           | 7           | 3        | Jako pomstu manželce, která ho kvůli týrání opustila, ubil své čtyři syny. Poté se vydal do nedaleké vesnice, kam se odstěhovala, kde zabil další tři lidi. S výjimkou jedné oběti byli všichni napadení jeho příbuznými. |
| Ctirad Vitásek†   |  | 10. prosinec 2019             | Fakultní nemocnice Ostrava                                          | 7           | 2        | V ranních hodinách se usadil v čekárně traumatologické ambulance FN Ostrava. Po nějaké chvíli začal po pacientech střílet z nelegálně držené pistole. Autem se poté přepravil do nedaleké obce Děhylov, kde po přeletu policejního vrtulníku spáchal sebevraždu. |
| Vladimír Malý     |  | 15. května 1945               | České Budějovice                                                    | 7           | 0        | Během druhé světové války kolaboroval s nacisty. Krátce po jejím konci se dozvěděl, že jeho soused zřejmě vlastní materiály, které ho mohly z kolaborace usvědčit. Ozbrojen pistolí vnikl do jeho bytu, ve kterém se v té době nacházela pouze jeho manželka, její přítelkyně a jejich 5 dětí. Malý všechny zavraždil. Dopaden byl až v 50. letech. Původně byl odsouzen k trestu smrti. Trest mu byl, díky jeho spolupráci se Státní bezpečností, postupně snižován. Nakonec strávil ve vězení pouhých 11 let. |
| Antonín Blažek†   |  | 17. února 2013                | Frenštát pod Radhoštěm                                              | 6           | 10       | Vědomě způsobil výbuch plynu v panelovém domě, který okamžitě připravil o život 5 lidí. Šestá oběť podlehla zraněním po několika měsících. |
| František Husák†  |  | 5. února 1913                 | Praha-Holešovice                                                    | 6           | 0        | V rámci rozšířené sebevraždy otrávil kvůli dluhům svítiplynem 5 svých dětí a manželku. |
| Karel Charva†     |  | 3. července 1983              | Eppstein, Západní Německo                                           | 5           | 14       | Český imigrant z neznámých důvodů zaútočil na základní školu v německém Eppsteinu. Zastřelil 3 žáky, jednoho učitele a neozbrojeného policistu, který ve škole přednášel o bezpečnosti v dopravě. |
| Franz Sandtner    |  | Noc z 9. na 10. dubna 1926    | Samota Doyscherhof u Rockendorfu                                    | 5           | 1        | Sekerou a kladivem napadl rodinu bývalého zaměstnavatele. Znám je také jako Doyscherhofský vrah. Ačkoliv se narodil a působil pouze na českém území, měl německé občanství. |
| Vladimír Lulek    |  | 22. prosince 1986             | Předměřice nad Labem                                                | 5           | 1        | Při hádce ubodal svou manželku a děti. |
| Jiří Zouhar†      |  | březen 1988                   | Kostelec nad Černými lesy                                           | 5           | 0        | Brokovnicí zastřelil nového nápadníka své milenky, prošel městem a na jeho druhém konci zavraždil svoji milenku, její matku a dvě dcery. Po činu spáchal sebevraždu. |
| Rudolf Polák ml.  |  | Noc z 12. na 13. března 1962  | Horní Světlá                                                        | 4           | 3        | Během loupeže v domě příbuzných zastřelil svou tetu a její tři děti. Další 3 členové rodiny byli postřeleni. |
| Gustav Svojsík†   |  | 3. srpna 1969                 | Dobřichovice                                                        | 4           | 0        | Podle vyšetřovatelů zastřelil všechny členy své domácnosti, dům zapálil a spáchal sebevraždu. Spis se však nedochoval a otevřel tak prostor pro spekulace. Gustav Svojsík byl synem operního pěvce Gustava A. Svojsíka a synovcem zakladatele českého skautingu A. B. Svojsíka. |
| Lubomír Bugár†    |  | 1. června 1980                | Motorest Kadrnožka u Holostřev                                      | 4           | 0        | Voják ze Slovenska z neznámých důvodů ukradl během hlídky služební samopal, kterým pak zavraždil obsluhu motorestu Kadrnožka a jedné z obětí ukradl automobil. V něm se při policejním pronásledování zastřelil. |
| Jiří Popelka      |  | 29. dubna 1989                | Kolín                                                               | 4           | 1        | Popelka se svým kamarádem Zbyňkem Škorničkou zastřelil své rodiče, babičku a mladší sestru. Důvodem měl být plánovaný útěk do Západního Německa, ke kterému chtěli využít zbraně a automobil Popelkova otce. |
| Raif Kačar†       |  | Noc z 7. na 8. března 2009    | Restaurace Sokolovna v Petřvaldě                                    | 4           | 0        | Občan Severní Makedonie. Zabil svou expřítelkyni, její rodiče a nového nápadníka. Poté spáchal sebevraždu. |
| Romana Zienertová |  | 2. září 2011                  | Široký Důl                                                          | 4           | 0        | Zavraždila své děti při pokusu o rozšířenou sebevraždu. V pokusu zabít i sebe jí zabránila policejní hlídka. |
| Kevin Dahlgren    |  | 22. květen 2013               | Brno-Ivanovice                                                      | 4           | 0        | Občan Spojených států amerických. Z nejasných důvodů brutálně zavraždil své příbuzné, 4 členy rodiny, u které tři týdny pobýval. |

† – Pachatel při činu zemřel (nepočítá se zde mezi oběti)